# Палиурус
Палиу́рус, или держидерево (лат. Paliúrus) — род двудольных цветковых растений, включённый в семейство Крушиновые (Rhamnaceae).

## Название
Научное название рода соответствует древнегреческому названию его типового вида — палиуруса шиповатого (Paliurus spina-christi), первоначально действительно описанного под названием Rhamnus paliurus.

## Ботаническое описание
Род представлен вечнозелёными и листопадными кустарниками и небольшими деревьями, обычно с многочисленными шипами. Листья с тремя основными жилками, с цельным или пильчато-зубчатым краем, расположены очерёдно.
Цветки с пятидольчатыми чашечкой и венчиком, собранные в пазухах листьев в щитковидные соцветия. Гипантий обычно полушаровидной формы. Завязь полунижняя, двух- или трёхгнёздная.
Плод сухой, деревянистый, нераскрывающийся, с дисковидным или чашевидным крылом.

## Ареал
Типовой вид рода распространён в Средиземноморском регионе. Остальные виды известны из Восточной Азии.

## Таксономия
|  |                                      |  |                                                         |                                                         |                      |  | ещё 8 семейств (согласно Системе APG III) |                    |                    |         |
|  |                                      |  |                                                         |                                                         |                      |  |                                           |                    |                    | 5 видов |
|  |                                      |  |                                                         | порядок Розоцветные                                     |                      |  |                                           |                    | род Палиурус       |         |
|  |                                      |  |                                                         | порядок Розоцветные                                     |                      |  |                                           |                    | род Палиурус       |         |
|  | отдел Цветковые, или Покрытосеменные |  |                                                         |                                                         | семейство Крушиновые |  |                                           |                    |                    |         |
|  | отдел Цветковые, или Покрытосеменные |  |                                                         |                                                         |                      |  |                                           |                    |                    |         |
|  |                                      |  | ещё 58 порядков цветковых растений (по Системе APG III) | ещё 58 порядков цветковых растений (по Системе APG III) |                      |  |                                           | ещё более 50 родов | ещё более 50 родов |         |
|  |                                      |  |                                                         | ещё 58 порядков цветковых растений (по Системе APG III) |                      |  |                                           |                    | ещё более 50 родов |         |

### Синонимы
- Aubletia Lour., 1790, nom. illeg.

### Виды
По информации базы данных The Plant List, род включает 5 видов:
- Paliurus hemsleyanus Rehder, 1931
- Paliurus hirsutus Hemsl., 1894
- Paliurus orientalis (Franch.) Hemsl., 1894
- Paliurus ramosissimus (Lour.) Poir., 1816
- Paliurus spina-christi Mill., 1768, nom. nov. — Палиурус шиповатый, или Держи-дерево